# Montenegrói labdarúgó-válogatott
A montenegrói labdarúgó-válogatott Montenegró nemzeti csapata, amelyet a montenegrói labdarúgó-szövetség (montenegrin nyelven: Fudbalski savez Crne Gore) irányít. Montenegró 2006. június 3-án vált külön Szerbiától, de a 2006-os labdarúgó-világbajnokságon még közös csapattal Szerbia és Montenegró néven indultak. Első hivatalos mérkőzésüket 2007. március 24-én játszották Magyarország ellen, Podgoricában. Még egyetlen világbajnokságra és Európa-bajnokságra sem sikerült kijutnia.

## Nemzetközi eredmények

### Világbajnokság
| Világbajnokság | Világbajnokság                                                       | Világbajnokság                                                       | Világbajnokság                                                       | Világbajnokság                                                       | Világbajnokság                                                       | Világbajnokság                                                       | Világbajnokság                                                       | Világbajnokság                                                       | Világbajnokság                                                       | Selejtezők                                                           | Selejtezők                                                           | Selejtezők                                                           | Selejtezők                                                           | Selejtezők                                                           | Selejtezők                                                           | Selejtezők                                                           |
| Év             | Eredmény                                                             | H.                                                                   | M                                                                    | Gy                                                                   | D                                                                    | V                                                                    | G+                                                                   | G–                                                                   | Keret                                                                | H.                                                                   | M                                                                    | Gy                                                                   | D                                                                    | V                                                                    | G+                                                                   | G–                                                                   |
| -------------- | -------------------------------------------------------------------- | -------------------------------------------------------------------- | -------------------------------------------------------------------- | -------------------------------------------------------------------- | -------------------------------------------------------------------- | -------------------------------------------------------------------- | -------------------------------------------------------------------- | -------------------------------------------------------------------- | -------------------------------------------------------------------- | -------------------------------------------------------------------- | -------------------------------------------------------------------- | -------------------------------------------------------------------- | -------------------------------------------------------------------- | -------------------------------------------------------------------- | -------------------------------------------------------------------- | -------------------------------------------------------------------- |
| 1930–1990      | Jugoszlávia része volt.                                              | Jugoszlávia része volt.                                              | Jugoszlávia része volt.                                              | Jugoszlávia része volt.                                              | Jugoszlávia része volt.                                              | Jugoszlávia része volt.                                              | Jugoszlávia része volt.                                              | Jugoszlávia része volt.                                              | Jugoszlávia része volt.                                              | Jugoszlávia része volt.                                              | Jugoszlávia része volt.                                              | Jugoszlávia része volt.                                              | Jugoszlávia része volt.                                              | Jugoszlávia része volt.                                              | Jugoszlávia része volt.                                              | Jugoszlávia része volt.                                              |
| 1994–2006      | Jugoszláv Szövetségi Köztársaság / Szerbia és Montenegró része volt. | Jugoszláv Szövetségi Köztársaság / Szerbia és Montenegró része volt. | Jugoszláv Szövetségi Köztársaság / Szerbia és Montenegró része volt. | Jugoszláv Szövetségi Köztársaság / Szerbia és Montenegró része volt. | Jugoszláv Szövetségi Köztársaság / Szerbia és Montenegró része volt. | Jugoszláv Szövetségi Köztársaság / Szerbia és Montenegró része volt. | Jugoszláv Szövetségi Köztársaság / Szerbia és Montenegró része volt. | Jugoszláv Szövetségi Köztársaság / Szerbia és Montenegró része volt. | Jugoszláv Szövetségi Köztársaság / Szerbia és Montenegró része volt. | Jugoszláv Szövetségi Köztársaság / Szerbia és Montenegró része volt. | Jugoszláv Szövetségi Köztársaság / Szerbia és Montenegró része volt. | Jugoszláv Szövetségi Köztársaság / Szerbia és Montenegró része volt. | Jugoszláv Szövetségi Köztársaság / Szerbia és Montenegró része volt. | Jugoszláv Szövetségi Köztársaság / Szerbia és Montenegró része volt. | Jugoszláv Szövetségi Köztársaság / Szerbia és Montenegró része volt. | Jugoszláv Szövetségi Köztársaság / Szerbia és Montenegró része volt. |
| 2010           | nem jutott ki                                                        | nem jutott ki                                                        | nem jutott ki                                                        | nem jutott ki                                                        | nem jutott ki                                                        | nem jutott ki                                                        | nem jutott ki                                                        | nem jutott ki                                                        | nem jutott ki                                                        | 5.                                                                   | 10                                                                   | 1                                                                    | 6                                                                    | 3                                                                    | 9                                                                    | 14                                                                   |
| 2014           | nem jutott ki                                                        | nem jutott ki                                                        | nem jutott ki                                                        | nem jutott ki                                                        | nem jutott ki                                                        | nem jutott ki                                                        | nem jutott ki                                                        | nem jutott ki                                                        | nem jutott ki                                                        | 3.                                                                   | 10                                                                   | 4                                                                    | 3                                                                    | 3                                                                    | 18                                                                   | 17                                                                   |
| 2018           | nem jutott ki                                                        | nem jutott ki                                                        | nem jutott ki                                                        | nem jutott ki                                                        | nem jutott ki                                                        | nem jutott ki                                                        | nem jutott ki                                                        | nem jutott ki                                                        | nem jutott ki                                                        | 3.                                                                   | 10                                                                   | 5                                                                    | 1                                                                    | 4                                                                    | 20                                                                   | 12                                                                   |
| 2022           | nem jutott ki                                                        | nem jutott ki                                                        | nem jutott ki                                                        | nem jutott ki                                                        | nem jutott ki                                                        | nem jutott ki                                                        | nem jutott ki                                                        | nem jutott ki                                                        | nem jutott ki                                                        | 4.                                                                   | 10                                                                   | 3                                                                    | 3                                                                    | 4                                                                    | 14                                                                   | 15                                                                   |
| 2026           | később                                                               | később                                                               | később                                                               | később                                                               | később                                                               | később                                                               | később                                                               | később                                                               | később                                                               | később                                                               | később                                                               | később                                                               | később                                                               | később                                                               | később                                                               | később                                                               |
| Összesen       |                                                                      | 0/4                                                                  | –                                                                    | –                                                                    | –                                                                    | –                                                                    | –                                                                    | –                                                                    | –                                                                    | Összesen                                                             | 40                                                                   | 13                                                                   | 13                                                                   | 14                                                                   | 61                                                                   | 58                                                                   |

### Európa-bajnokság
| Európa-bajnokság | Európa-bajnokság                                                     | Európa-bajnokság                                                     | Európa-bajnokság                                                     | Európa-bajnokság                                                     | Európa-bajnokság                                                     | Európa-bajnokság                                                     | Európa-bajnokság                                                     | Európa-bajnokság                                                     | Európa-bajnokság                                                     | Selejtezők                                                           | Selejtezők                                                           | Selejtezők                                                           | Selejtezők                                                           | Selejtezők                                                           | Selejtezők                                                           | Selejtezők                                                           |
| Év               | Eredmény                                                             | H.                                                                   | M                                                                    | Gy                                                                   | D                                                                    | V                                                                    | G+                                                                   | G–                                                                   | Keret                                                                | H.                                                                   | M                                                                    | Gy                                                                   | D                                                                    | V                                                                    | G+                                                                   | G–                                                                   |
| ---------------- | -------------------------------------------------------------------- | -------------------------------------------------------------------- | -------------------------------------------------------------------- | -------------------------------------------------------------------- | -------------------------------------------------------------------- | -------------------------------------------------------------------- | -------------------------------------------------------------------- | -------------------------------------------------------------------- | -------------------------------------------------------------------- | -------------------------------------------------------------------- | -------------------------------------------------------------------- | -------------------------------------------------------------------- | -------------------------------------------------------------------- | -------------------------------------------------------------------- | -------------------------------------------------------------------- | -------------------------------------------------------------------- |
| 1960–1992        | Jugoszlávia része volt.                                              | Jugoszlávia része volt.                                              | Jugoszlávia része volt.                                              | Jugoszlávia része volt.                                              | Jugoszlávia része volt.                                              | Jugoszlávia része volt.                                              | Jugoszlávia része volt.                                              | Jugoszlávia része volt.                                              | Jugoszlávia része volt.                                              | Jugoszlávia része volt.                                              | Jugoszlávia része volt.                                              | Jugoszlávia része volt.                                              | Jugoszlávia része volt.                                              | Jugoszlávia része volt.                                              | Jugoszlávia része volt.                                              | Jugoszlávia része volt.                                              |
| 1996–2004        | Jugoszláv Szövetségi Köztársaság / Szerbia és Montenegró része volt. | Jugoszláv Szövetségi Köztársaság / Szerbia és Montenegró része volt. | Jugoszláv Szövetségi Köztársaság / Szerbia és Montenegró része volt. | Jugoszláv Szövetségi Köztársaság / Szerbia és Montenegró része volt. | Jugoszláv Szövetségi Köztársaság / Szerbia és Montenegró része volt. | Jugoszláv Szövetségi Köztársaság / Szerbia és Montenegró része volt. | Jugoszláv Szövetségi Köztársaság / Szerbia és Montenegró része volt. | Jugoszláv Szövetségi Köztársaság / Szerbia és Montenegró része volt. | Jugoszláv Szövetségi Köztársaság / Szerbia és Montenegró része volt. | Jugoszláv Szövetségi Köztársaság / Szerbia és Montenegró része volt. | Jugoszláv Szövetségi Köztársaság / Szerbia és Montenegró része volt. | Jugoszláv Szövetségi Köztársaság / Szerbia és Montenegró része volt. | Jugoszláv Szövetségi Köztársaság / Szerbia és Montenegró része volt. | Jugoszláv Szövetségi Köztársaság / Szerbia és Montenegró része volt. | Jugoszláv Szövetségi Köztársaság / Szerbia és Montenegró része volt. | Jugoszláv Szövetségi Köztársaság / Szerbia és Montenegró része volt. |
| 2008             | nem indult                                                           | nem indult                                                           | nem indult                                                           | nem indult                                                           | nem indult                                                           | nem indult                                                           | nem indult                                                           | nem indult                                                           | nem indult                                                           | nem indult                                                           | nem indult                                                           | nem indult                                                           | nem indult                                                           | nem indult                                                           | nem indult                                                           | nem indult                                                           |
| 2012             | nem jutott ki                                                        | nem jutott ki                                                        | nem jutott ki                                                        | nem jutott ki                                                        | nem jutott ki                                                        | nem jutott ki                                                        | nem jutott ki                                                        | nem jutott ki                                                        | nem jutott ki                                                        | 2. (Pótselejtező)                                                    | 10                                                                   | 3                                                                    | 3                                                                    | 4                                                                    | 7                                                                    | 10                                                                   |
| 2016             | nem jutott ki                                                        | nem jutott ki                                                        | nem jutott ki                                                        | nem jutott ki                                                        | nem jutott ki                                                        | nem jutott ki                                                        | nem jutott ki                                                        | nem jutott ki                                                        | nem jutott ki                                                        | 4.                                                                   | 10                                                                   | 3                                                                    | 2                                                                    | 5                                                                    | 10                                                                   | 13                                                                   |
| 2020             | nem jutott ki                                                        | nem jutott ki                                                        | nem jutott ki                                                        | nem jutott ki                                                        | nem jutott ki                                                        | nem jutott ki                                                        | nem jutott ki                                                        | nem jutott ki                                                        | nem jutott ki                                                        | 5.                                                                   | 8                                                                    | 0                                                                    | 3                                                                    | 5                                                                    | 3                                                                    | 22                                                                   |
| 2024             | nem jutott ki                                                        | nem jutott ki                                                        | nem jutott ki                                                        | nem jutott ki                                                        | nem jutott ki                                                        | nem jutott ki                                                        | nem jutott ki                                                        | nem jutott ki                                                        | nem jutott ki                                                        | 3.                                                                   | 8                                                                    | 3                                                                    | 2                                                                    | 3                                                                    | 9                                                                    | 11                                                                   |
| Összesen         |                                                                      | 0/4                                                                  | –                                                                    | –                                                                    | –                                                                    | –                                                                    | –                                                                    | –                                                                    | –                                                                    | Összesen                                                             | 36                                                                   | 9                                                                    | 10                                                                   | 17                                                                   | 29                                                                   | 56                                                                   |

### UEFA Nemzetek Ligája
| Csoportkör / Negyeddöntő / Osztályozó | Csoportkör / Negyeddöntő / Osztályozó | Csoportkör / Negyeddöntő / Osztályozó | Csoportkör / Negyeddöntő / Osztályozó | Csoportkör / Negyeddöntő / Osztályozó | Csoportkör / Negyeddöntő / Osztályozó | Csoportkör / Negyeddöntő / Osztályozó | Csoportkör / Negyeddöntő / Osztályozó | Csoportkör / Negyeddöntő / Osztályozó | Csoportkör / Negyeddöntő / Osztályozó | Csoportkör / Negyeddöntő / Osztályozó | Csoportkör / Negyeddöntő / Osztályozó | Egyenes kieséses szakasz | Egyenes kieséses szakasz | Egyenes kieséses szakasz | Egyenes kieséses szakasz | Egyenes kieséses szakasz | Egyenes kieséses szakasz | Egyenes kieséses szakasz | Egyenes kieséses szakasz | Egyenes kieséses szakasz |
| Szezon                                | Liga                                  | Csoport                               | H                                     | M                                     | Gy                                    | D                                     | V                                     | G+                                    | G–                                    | Feljutás/kiesés                       | Helyezés                              | Év                       | Eredmény                 | M                        | Gy                       | D                        | V                        | G+                       | G–                       | Keret                    |
| ------------------------------------- | ------------------------------------- | ------------------------------------- | ------------------------------------- | ------------------------------------- | ------------------------------------- | ------------------------------------- | ------------------------------------- | ------------------------------------- | ------------------------------------- | ------------------------------------- | ------------------------------------- | ------------------------ | ------------------------ | ------------------------ | ------------------------ | ------------------------ | ------------------------ | ------------------------ | ------------------------ | ------------------------ |
| 2018–19                               | C                                     | 4.                                    | 3.                                    | 6                                     | 2                                     | 1                                     | 3                                     | 7                                     | 6                                     | Állandó                               | 35.                                   | 2019                     | nem jutott be            | nem jutott be            | nem jutott be            | nem jutott be            | nem jutott be            | nem jutott be            | nem jutott be            | nem jutott be            |
| 2020–21                               | C                                     | 1.                                    | 1.                                    | 6                                     | 4                                     | 1                                     | 1                                     | 10                                    | 2                                     | Növekedés                             | 34.                                   | 2021                     | nem jutott be            | nem jutott be            | nem jutott be            | nem jutott be            | nem jutott be            | nem jutott be            | nem jutott be            | nem jutott be            |
| 2022–23                               | B                                     | 3.                                    | 3.                                    | 6                                     | 2                                     | 1                                     | 3                                     | 6                                     | 6                                     | Állandó                               | 28.                                   | 2023                     | nem jutott be            | nem jutott be            | nem jutott be            | nem jutott be            | nem jutott be            | nem jutott be            | nem jutott be            | nem jutott be            |
| 2024–25                               | B                                     | 4.                                    | 4.                                    | 6                                     | 1                                     | 0                                     | 5                                     | 4                                     | 9                                     | Csökkenés                             | 35.                                   | 2025                     | nem jutott be            | nem jutott be            | nem jutott be            | nem jutott be            | nem jutott be            | nem jutott be            | nem jutott be            | nem jutott be            |
| 2026–27                               | C                                     |                                       |                                       |                                       |                                       |                                       |                                       |                                       |                                       |                                       |                                       | 2027                     | nem jutott be            | nem jutott be            | nem jutott be            | nem jutott be            | nem jutott be            | nem jutott be            | nem jutott be            | nem jutott be            |
| Összesen                              | Összesen                              | Összesen                              | Összesen                              | 24                                    | 9                                     | 3                                     | 12                                    | 27                                    | 23                                    |                                       |                                       |                          | 0/5                      | –                        | –                        | –                        | –                        | –                        | –                        | –                        |

## Játékosok

### Játékoskeret
A szeptember 23-i  Bosznia-Hercegovina és szeptember 26-i  Finnország elleni mérkőzések kerete.
2022. szeptember 26-i  Finnország elleni mérkőzés után lett frissítve.
| Szám          | Poszt   | Név               | Születési dátum / Kor         | Válogatottság | Gólok   | Klub                    |         |         |         |
| Kapusok       | Kapusok | Kapusok           | Kapusok                       | Kapusok       | Kapusok | Kapusok                 | Kapusok | Kapusok | Kapusok |
| ------------- | ------- | ----------------- | ----------------------------- | ------------- | ------- | ----------------------- | ------- | ------- | ------- |
| 1             | K       | Milan Mijatović   | 1987. július 26. (37 éves)    | 28            | 0       | Al-Adalah               |         |         |         |
| 13            | K       | Matija Šarkić     | 1997. július 23. (27 éves)    | 5             | 0       | Wolverhampton Wanderers |         |         |         |
| 12            | K       | Lazar Carević     | 1999. március 16. (26 éves)   | 1             | 0       | Vojvodina               |         |         |         |
| Védők         |         |                   |                               |               |         |                         |         |         |         |
| 6             | V       | Žarko Tomašević   | 1990. február 22. (35 éves)   | 57            | 5       | Tobil Kosztanaj         |         |         |         |
| 22            | V       | Marko Simić       | 1987. június 16. (37 éves)    | 50            | 2       | Budućnost Podgorica     |         |         |         |
| 7             | V       | Marko Vešović     | 1991. augusztus 28. (33 éves) | 44            | 2       | Qarabağ                 |         |         |         |
| 3             | V       | Risto Radunović   | 1992. május 4. (33 éves)      | 25            | 1       | FCSB                    |         |         |         |
| 5             | V       | Igor Vujačić      | 1994. augusztus 8. (30 éves)  | 25            | 0       | Partizan                |         |         |         |
| 21            | V       | Marko Vukčević    | 1993. június 7. (31 éves)     | 14            | 1       | Arad                    |         |         |         |
| 2             | V       | Saša Balić        | 1990. január 29. (35 éves)    | 14            | 0       | Korona Kielce           |         |         |         |
|               | V       | Nikola Šipčić     | 1995. május 17. (30 éves)     | 4             | 0       | Tenerife                |         |         |         |
| Középpályások |         |                   |                               |               |         |                         |         |         |         |
| 4             | KP      | Nikola Vukčević   | 1991. december 13. (33 éves)  | 49            | 1       | al-Ahli                 |         |         |         |
|               | KP      | Vladimir Jovović  | 1994. október 26. (30 éves)   | 47            | 0       | Jablonec                |         |         |         |
| 8             | KP      | Marko Janković    | 1995. július 9. (29 éves)     | 37            | 1       | Qarabağ                 |         |         |         |
| 19            | KP      | Aleksandar Šćekić | 1991. december 12. (33 éves)  | 35            | 0       | Dibba Al Fujairah       |         |         |         |
| 17            | KP      | Sead Hakšabanović | 1999. május 4. (26 éves)      | 30            | 1       | Celtic                  |         |         |         |
| 16            | KP      | Miloš Raičković   | 1993. október 2. (31 éves)    | 14            | 0       | Seongnam FC             |         |         |         |
| 15            | KP      | Draško Božović    | 1988. június 30. (36 éves)    | 13            | 0       | Decic                   |         |         |         |
| 14            | KP      | Vukan Savićević   | 1994. január 29. (31 éves)    | 12            | 0       | Giresunspor             |         |         |         |
| 18            | KP      | Driton Camaj      | 1997. március 7. (28 éves)    | 3             | 0       | Kisvárda                |         |         |         |
|               | KP      | Novica Eraković   | 1999. november 12. (25 éves)  | 2             | 0       | Sutjeska Nikšić         |         |         |         |
| Csatárok      |         |                   |                               |               |         |                         |         |         |         |
| 10            | CS      | Stevan Jovetić    | 1989. november 2. (35 éves)   | 65            | 31      | Hertha BSC              |         |         |         |
| 9             | CS      | Stefan Mugoša     | 1992. február 23. (33 éves)   | 45            | 15      | Vissel Kobe             |         |         |         |
| 20            | CS      | Milutin Osmajić   | 1999. július 25. (25 éves)    | 14            | 1       | Vizela                  |         |         |         |
| 11            | CS      | Uroš Đurđevićj    | 1994. március 2. (31 éves)    | 10            | 0       | Sporting Gijón          |         |         |         |
|               | CS      | Nikola Krstović   | 2000. április 5. (25 éves)    | 3             | 0       | Dunaszerdahely          |         |         |         |

## Válogatottsági rekordok
Az adatok 2019. június 7. állapotoknak felelnek meg.
- A még aktív játékosok félkövérrel vannak megjelölve.

### Legtöbbször pályára lépett játékosok

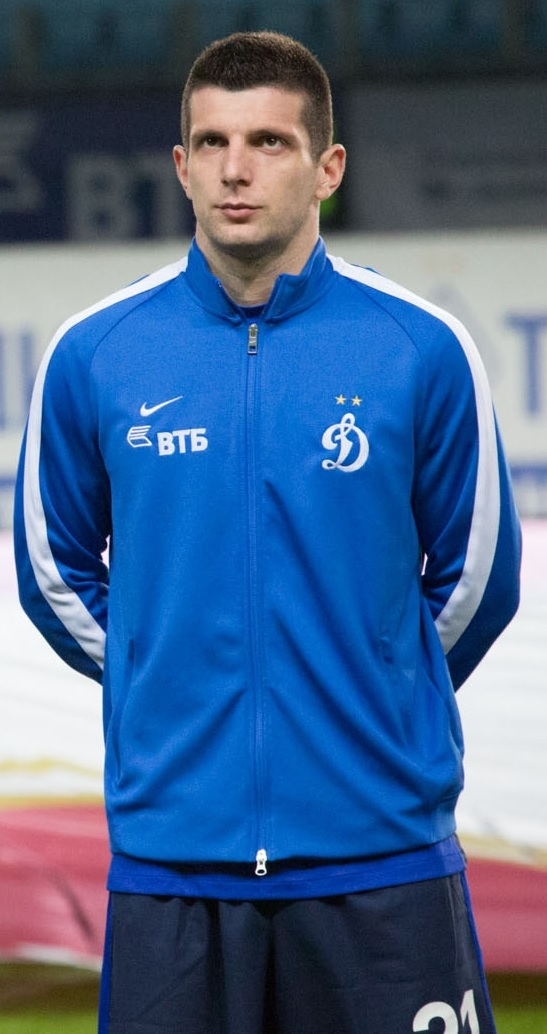
Fatos Bećiraj a válogatottsági rekorder 86 mérkőzéssel.

| Hely. | Játékos          | Pályára lépés | Gólok száma | Időszak   |
| ----- | ---------------- | ------------- | ----------- | --------- |
| 1.    | Fatos Bećiraj    | 86            | 15          | 2009–     |
| 2.    | Stevan Jovetić   | 65            | 31          | 2007–     |
| 3.    | Stefan Savić     | 62            | 5           | 2010–     |
| 4.    | Elsad Zverotić   | 61            | 17          | 2008-2017 |
| 5.    | Žarko Tomašević  | 57            | 5           | 2010–     |
| 6.    | Marko Simić      | 50            | 2           | 2013–     |
| 6.    | Adam Marušić     | 50            | 3           | 2015–     |
| 8.    | Nikola Vukčević  | 49            | 1           | 2014–     |
| 9.    | Vladimir Jovović | 47            | 0           | 2013–     |
| 10.   | Mirko Vučinić    | 46            | 17          | 2007-2017 |

### Legtöbb gólt szerző játékosok

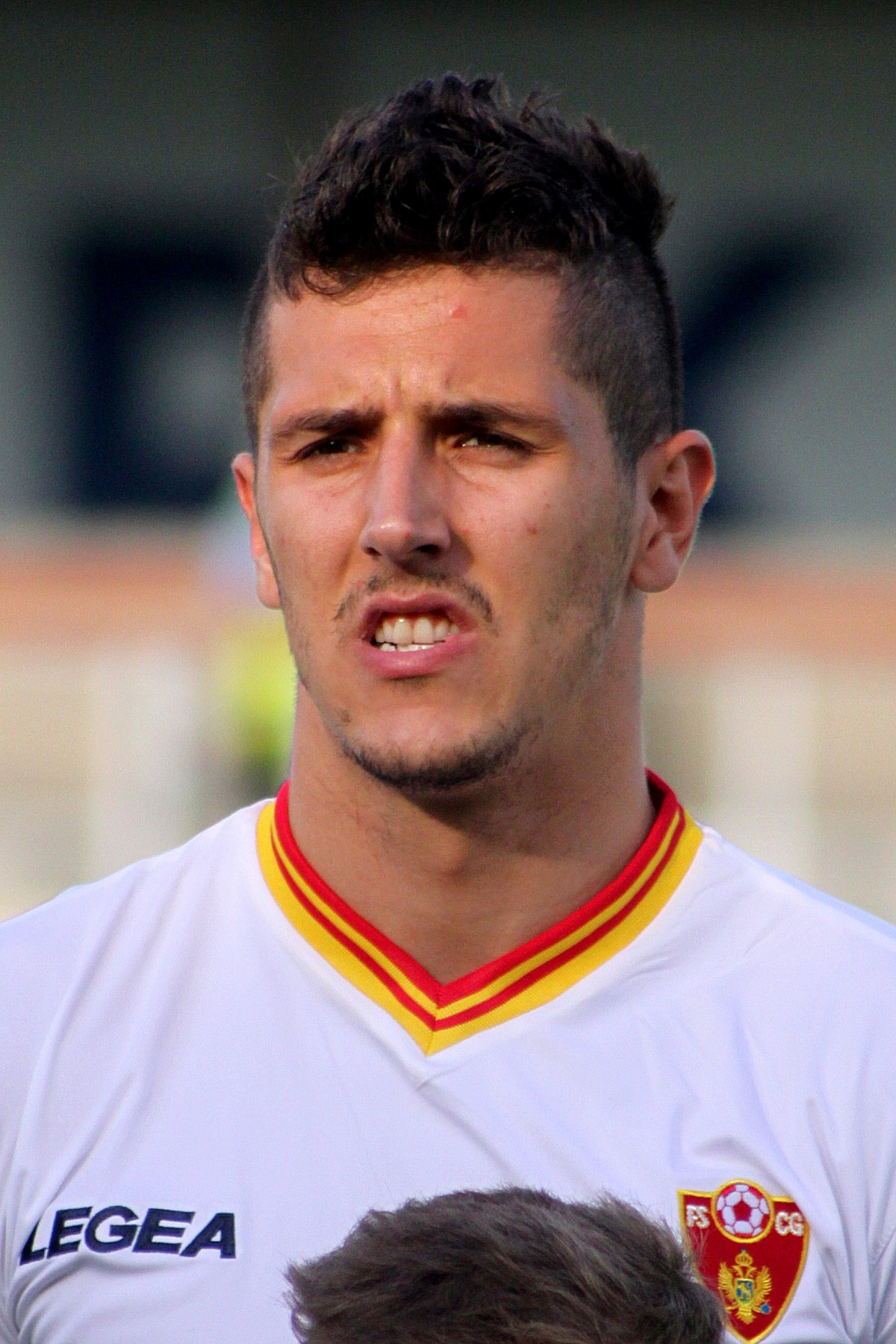
Stevan Jovetić 31 góllal a montenegrói válogatott legeredményesebb játékosa.

| Hely. | Játékos           | Gólok száma | Pályára lépés | Időszak   |
| ----- | ----------------- | ----------- | ------------- | --------- |
| 1.    | Stevan Jovetić    | 31          | 86            | 2009–     |
| 2.    | Mirko Vučinić     | 17          | 46            | 2007-2017 |
| 3.    | Stefan Mugoša     | 15          | 45            | 2015–     |
| 3.    | Fatos Bećiraj     | 15          | 86            | 2009–     |
| 5.    | Dejan Damjanović  | 8           | 30            | 2008-2015 |
| 6.    | Radomir Đalović   | 7           | 26            | 2007–2012 |
| 7.    | Andrija Delibašić | 6           | 21            | 2009–2013 |
| 8.    | Žarko Tomašević   | 5           | 57            | 2014–     |
| 8.    | Elsad Zverotić    | 5           | 61            | 2008–2017 |
| 8.    | Stefan Savić      | 5           | 62            | 2010–     |

## Szövetségi kapitányok
| Szöv. kap.         | Időszak   | Mérkőzés | Győzelem | Döntetlen | Vereség | RG | KG | %      |
| ------------------ | --------- | -------- | -------- | --------- | ------- | -- | -- | ------ |
| Zoran Filipović    | 2006–2009 | 23       | 8        | 8         | 7       | 31 | 28 | 34,78% |
| Zlatko Kranjčar    | 2010–2011 | 13       | 6        | 2         | 5       | 11 | 14 | 46,15% |
| Branko Brnović     | 2011–2015 | 34       | 11       | 9         | 14      | 40 | 39 | 32,35% |
| Ljubiša Tumbaković | 2016–2019 | 26       | 7        | 7         | 12      | 33 | 33 | 26,92% |
| Miodrag Džudović   | 2019      | 2        | 0        | 1         | 1       | 4  | 1  | 0%     |
| Faruk Hadžibegić   | 2019–2020 | 13       | 5        | 4         | 4       | 13 | 16 | 38.46% |
| Miodrag Radulović  | 2020–     | 14       | 4        | 2         | 8       | 12 | 18 | 28.57% |